# Il Natale da adulti
Il Natale da adulti (What Christmas Is, as We Grow Older) è un racconto di Charles Dickens del 1851.
Simile per forma e tematiche al celebre Canto di Natale, fu pubblicato nel numero speciale della rivista letteraria Household Words del Natale 1851. Arriva in Italia solo nel 2012, come parte della raccolta Racconti dal Focolare - Gli inediti di Charles Dickens.